# Lê Quang Bỉnh
Lê Quang Bỉnh (? – ?), hiệu Thận Trai, là danh thần triều Nguyễn trong lịch sử Việt Nam.

## Tiểu sử
Lê Quang Bỉnh là người huyện Hương Trà, phủ Thừa Thiên (nay thuộc tỉnh Thừa – ThiênHuế).
Không rõ thân thế ông, chỉ biết khoảng Minh Mạng năm đầu (1820), ông được ghi tên vào sổ lại, rồi chuyển đến làm ở niết ty (tòa án) Gia Định.
Năm Tự Đức thứ 7 (1854), thấy ông có năng lực, Kinh lược sứ Nam Kỳ Nguyễn Tri Phương cho ông đứng đầu trong hàng lại dịch.
Ngày 17 tháng 2 năm 1859, quân Pháp đánh hạ thành Gia Định, buộc quan quân nhà Nguyễn phải rút sang Đại đồn Chí Hòa tiếp tục kháng cự. Lúc này, Lê Quang Bỉnh mộ được khoảng 300 nghĩa dũng bèn xin theo.
Nhân có hiềm khích, quân Cao Miên (nay là vương quốc Campuchia) đến quấy nhiễu ngoài biên, ông nhận lệnh đem quân đánh đuổi được. Nhờ vậy, ông được chuyển đến quân thứ, để hiệp cùng Quản cơ Trương Định đốc thúc việc đào hào đắp lũy, và tổ chức tấn công quân Pháp.
Tháng 2 năm 1861, Đại đồn Chí Hòa thất thủ. Kế tiếp là Định Tường và Biên Hòa bị hãm, Trương Định được tôn làm đầu mục, Lê Quang Bỉnh bèn dẫn quân theo.
Bấy giờ Phan Trung (tên cũ là Phan Cư Chánh) cũng đang khởi binh chống Pháp ở Biên Hòa, Lê Quang Bỉnh nhận lệnh của Trương Định đến hiệp đồng tác chiến. Rồi vì cảm mến, ông xin ở lại giúp việc cho Phan Trung.
Tháng 8 năm 1864, Trương Định tuẫn tiết tại Ao Dinh (Gò Công), càng làm cho phong trào kháng Pháp ở Nam Kỳ thêm suy yếu. Biết không thể tiếp tục đối đầu trước vũ khí mạnh của đối phương, Lê Quang Bỉnh và Phan Trung bèn đưa lực lượng lên miền thượng du ở Biên Hòa, chia quân ra khai khẩn đất đai, chờ lệnh triều đình.
Sau khi Hòa ước Nhâm Tuất (1862) được ký kết giữa Pháp và triều Nguyễn, hai ông nhận lệnh dẫn quân về Huế.
Vua Tự Đức khen Lê Quang Bỉnh là người nghĩa khí, cho làm Viên ngoại lang bộ Hộ. Năm 1868, sung ông làm Giám lâm phủ Nội vụ, nhưng rồi vì "kiểm xét những hóa vật dâng vào kho không được cẩn thận", nên bị giáng 4 cấp .
Đến khi Tuyên Quang và Thái Nguyên bị quân phỉ quấy rối ngoài biên, nhà vua cho đổi ông làm Bang biện ở quân thứ Thái Nguyên.
Năm 1871, triệu ông về kinh làm Tư vụ bộ Hộ, rồi thăng làm Viên ngoại lang bộ Công, sung Phó Quản đốc thuyền Viễn thông.
Năm 1874, đổi ông làm Lang trung ở ty Tào chính, lại sung làm Thanh tra Đổng lý ở Thanh Hóa. Khi về, đổi ông làm Lang trung ở nha Thương chính, nhưng không bao lâu ông phải xin hưu vì bệnh già.
Lê Quang Bỉnh mất ở tuổi 71, được sử nhà Nguyễn khen là "Người khẳng khái có khí tiết, biết lấy cần kiệm làm gốc"...

## Sách tham khảo
- Quốc sử quán triều Nguyễn, Đại Nam chính biên liệt truyện (viết tắt là "Chính biên"), truyện "Lê Quang Bỉnh". Nhà xuất bản Văn học, 2004.